# BG/BRG/BORG Eisenstadt
Das BG/BRG/BORG Eisenstadt ist ein Gymnasium östlich vom Zentrum der Stadtgemeinde Eisenstadt im Burgenland.

## Geschichte
Am 14. Mai 1922 wurde die Errichtung einer achtklassigen Mittelschule (so der seinerzeitige Name der heutigen Schulform Gymnasium) in der neuen Hauptstadt des im Jänner 1921 neubegründeten neunten Bundesland der Republik Österreich beschlossen. Sie war die erste staatliche höhere Schule des zu Österreich gekommenen Teils von Deutsch-Westungarn.
Die Schule war anfänglich im Gebäude der heutigen Martinkaserne untergebracht. Der erste Schultag war der 6. November 1922. 1938 übersiedelte die Schule in das Theresianum. Ab 1945 war sie in Räumen der städtischen Hauptschule untergebracht.
Am 12. Oktober 1950 wurde der Grundstein auf der sogenannten Kurzwiese für das heutige Schulgebäude gelegt, seit 1953 ist die Schule dort untergebracht. 1987 wurde ein Zubau mit 16 Räumen fertiggestellt.

## Bildungsangebot
Die Klassen der Unterstufe haben Schwerpunkte wie Musik, Sport oder Kroatisch, jene der Oberstufe Kunst oder Naturwissenschaften. Neben den üblichen Fremdsprachen wird Kroatisch, Russisch und Spanisch angeboten. Es gibt Schulchöre, eine Schulband und weitere künstlerische Angebote.

## Absolventen
Zu den Absolventen der Schule zählen unter anderem Thomas Steiner (Bürgermeister von Eisenstadt, Matura 1985), Wolfgang Lentsch (Künstlerischer Leiter und Dirigent des Haydnorchesters Eisenstadt, Matura 1958), Gerald Schlag (Historiker und Autor, Matura 1960), Barbara Karlich (ORF-Moderatorin und Schauspielerin, Matura 1987), Franz Steindl (Landeshauptmann-Stellvertreter des Burgenlandes, Matura 1978), Josef Schuller (Direktor der Weinakademie Österreich, Matura 1977) und Heidemarie Schröck (Winzerin in Rust und Österreichische Weinkönigin 1981/82, Matura 1979).